# Bursaria occidentalis
Bursaria occidentalis är en tvåhjärtbladig växtart som beskrevs av E.M. Bennett. Bursaria occidentalis ingår i släktet Bursaria och familjen Pittosporaceae. Inga underarter finns listade.